# Peinture et sculpture au Brésil

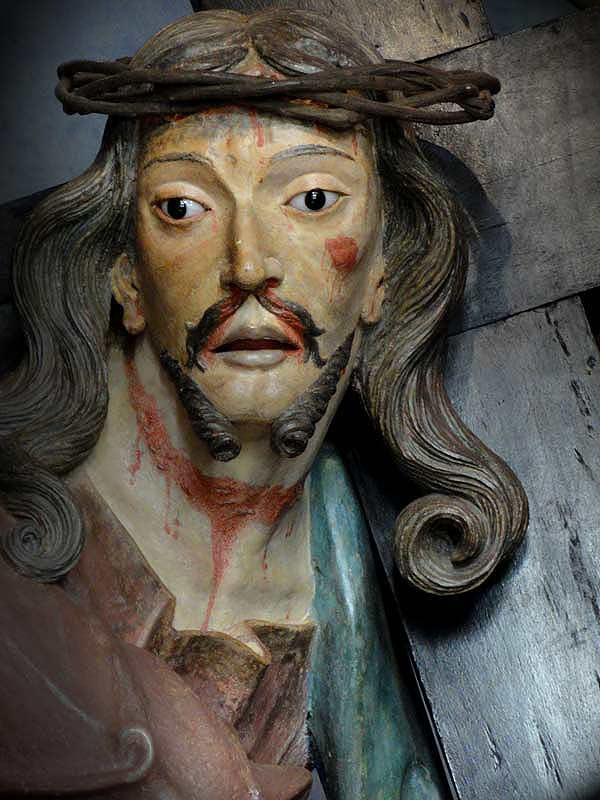
Aleijadinho: détail d'une statue représentant le Christ sur la Croix

La peinture et la sculpture au Brésil sont le résultat de l'histoire de ce pays et prennent leurs racines dans la diversité des cultures qui s'y sont mêlées.

## Arts précolombiens
Les plus anciens exemples connus de l'art premier au Brésil sont des peintures rupestres dans le parc national de Serra da Capivara, dans l'État de Piauí, remontant à environ 13 000 ans av. J.-C. Dans le Minas Gerais et le Goiás ont été découvertes des œuvres plus récentes montrant des motifs géométriques et des formes animales. 
L'un des types les plus sophistiqués de l'artéfact précolombien trouvé au Brésil sont par contre les céramiques de culture Marajoara (environ 800 à 1400 ans apr. J.-C.), sur l'île de Marajo, et les statuettes et objets de culte associés à cette culture, tels que les petites amulettes en pierre de taille appelés muiraquitãs. 

## L'époque coloniale et le style baroque
À la suite de la colonisation et de l'implantation de jésuites, le style baroque domine ensuite au Brésil sur une longue période, jusqu'au début du XIXe siècle. Il prospère notamment à Bahia, Pernambuco, Minas Gerais, générant des artistes de valeur comme le sculpteur sur bois et architecte Aleijadinho. Les autres auteurs des statues de bois polychromes et des sculptures de pierre, sont bien souvent restés inconnus, ne signant pas, même si l'on sait que la plupart de ces artistes sont des métis et des gens de condition fort modeste. Si ce style a certaines caractéristiques du baroque européen, la dramatisation, l'emphase, l'outrance quelquefois, il devient ici l'art du peuple, et s'imprègne du mélange des cultures,.
Des artistes européens explorent également le pays, dès le XVIIe siècle, comme en témoignent les tableaux des paysagistes néerlandais Albert Eckhout et Frans Post. Ceux-ci relèvent dans leurs créations, de style plus classique, les paysages, la végétation, la nourriture de cette contrée étonnante, mais aussi la vie des esclaves et des indiens. Au XVIIIe siècle, le Portugal ferme le Brésil aux étrangers. L'art baroque local continue à se développer en toute autonomie.

## Le néo-classicisme et le romantisme
En 1816, la Mission artistique française au Brésil crée l'art académique brésilien. Mais ce style reste limité à Rio de Janeiro. En province, le baroque perdure. Ce courant néo-classique impose toutefois un nouveau concept d'éducation artistique, base d'une révolution dans la peinture brésilienne, la sculpture, l'architecture, les arts graphiques, et l'artisanat.  
Quelques-uns décennies plus tard, sous le patronage personnel de l'empereur Dom Pedro II, qui engage le pays dans un programme ambitieux de modernisation, l'Académie atteint son âge d'or, favorisant l'émergence de la première génération de peintres romantiques, tels que Victor Meirelles et Pedro Américo. Le style romantique prend une forme particulière dans la peinture brésilienne, plus académique que dans sa version européenne,,.

## Le modernisme
Le début du XXe siècle est marqué d'une lutte entre les écoles précédentes et des tendances modernistes.
Deux femmes, Anita Malfatti et Tarsila do Amaral, sont parmi les pionniers de l'art brésilien moderne, un des plus fascinants du monde. Elles participent toutes deux, en 1922, à une semaine d'art moderne, qui marque la naissance d'un mouvement de remise en cause intellectuelle et artistique connu sous le nom de « modernisme », un mouvement représenté en littérature par Mario de Andrade. Mais il faut leur adjoindre aussi des artistes tels que Alfredo Volpi, Cícero Dias, Emiliano Di Cavalcanti, Vicente do Rego Monteiro et Victor Brecheret.

## L'art contemporain
Candido Portinari, au milieu du XXe siècle est un des artistes les plus importants du pays, presque l'artiste officiel du Brésil, puisant en partie son inspiration dans le folklore sud-américain, quand il illustre le roman de José Maria Ferreira de Castro, A Selva (la Forêt vierge), ou quand il dessine des scènes de danses ou de travaux agricoles.
Des sculpteurs tels que Sérgio de Camargo, Marta Colvin, ou Sonia Ebling sont peut-être plus proches de l'art contemporain européen, alors que la peintre Lygia Clark est associée au mouvement néo-concret brésilien et au mouvement tropicaliste, imprégné de l'histoire du pays.
Au cours de ces dernières décennies, les peintures d’Oscar Araripe, né en 1941, Beatriz Milhazes, née en 1960, Romero Britto, né en 1963, ou les sculptures d'Ernesto Neto, né en 1964, sont particulièrement remarqués.